# Thomas W. Gabrielsson
Thomas Waern Gabrielsson (Göteborg, 29 giugno 1963) è un attore svedese.

## Filmografia parziale
Cinema
- Arn - L'ultimo cavaliere (Arn: Tempelriddaren), regia di Peter Flinth (2007)
- Royal Affair (En kongelig affære), regia di Nikolaj Arcel (2012)
- La terra promessa (Bastarden), regia di Nikolaj Arcel (2023)

Televisione
- The Last Kingdom - serie TV, 6 episodi (2015)